# Olav Riégo
Carl Olav Riégo, född 21 april 1891 i Helsingfors i Finland, död 25 december 1956 i Oscars församling i Stockholm, var en svensk skådespelare.
Riégo, som var son till John och Selma Riégo, flyttade till Sverige 1894[källa behövs]. Han genomgick Whitlockska samskolan i Stockholm och bedrev därefter teaterstudier i Berlin och London 1911–1912. Han debuterade 1912 på Svenska teatern, Stockholm som Lill-Klas i Gustaf af Geijerstams Stor-Klas och Lill-Klas. Den lyckade debuten medförde omedelbart engagemang hos Albert Ranft. Han tillhörde Svenska teatern 1912–1914 och Vasateatern 1914–1924. Därefter var han 1924–1927 knuten till Ernst Eklunds teatrar, främst Blancheteatern, och därefter fortsatte han 1927–1945 vid Blancheteatern under Harry Roeck-Hansens ledning. Från 1945 var han tillfälligt knuten till olika teatrar, bland annat Riksteatern.
Han filmdebuterade 1923 och han kom att medverka i drygt 110 långfilmer. Han var bror till skådespelaren Marga Riégo.
Riégo är begravd på Norra begravningsplatsen utanför Stockholm.

## Filmografi i urval
- 1923 – Hemslavinnor
- 1923 – Norrtullsligan
- 1925 – Kalle Utter
- 1925 – Hennes lilla majestät
- 1926 – Charleys tant
- 1928 – Hans Kungl. Höghet shinglar
- 1928 – Parisiskor
- 1931 – Skepp ohoj!
- 1931 – Falska miljonären
- 1932 – Jag gifta mig – aldrig
- 1933 – Hemslavinnor
- 1935 – Äktenskapsleken
- 1936 – Vår randade väg
- 1936 – Flickorna på Uppåkra
- 1936 – 65, 66 och jag
- 1936 – Äventyret
- 1936 – Ä' vi gifta?
- 1936 – Bröllopsresan
- 1937 – Ryska snuvan
- 1937 – Konflikt
- 1938 – Goda vänner och trogna grannar
- 1938 – På kryss med Albertina
- 1939 – Filmen om Emelie Högqvist
- 1941 – Livet går vidare
- 1941 – Striden går vidare
- 1941 – Tänk, om jag gifter mig med prästen
- 1942 – General von Döbeln
- 1942 – Sexlingar
- 1942 – Vi hemslavinnor
- 1943 – Det brinner en eld
- 1943 – Katrina
- 1943 – Herre med portfölj
- 1943 – Aktören
- 1943 – Elvira Madigan
- 1944 – Mitt folk är icke ditt
- 1944 – Vi behöver varann
- 1944 – Hets
- 1945 – Trötte Teodor
- 1945 – Hans Majestät får vänta
- 1946 – Kristin kommenderar
- 1946 – Pengar - en tragikomisk saga
- 1946 – Begär
- 1947 – Nattvaktens hustru
- 1947 – Det kom en gäst
- 1947 – Dynamit
- 1948 – De kämpade sig till frihet
- 1948 – Lars Hård
- 1948 – På dessa skuldror
- 1949 – Farlig vår
- 1950 – Restaurant Intim
- 1950 – Kvartetten som sprängdes
- 1950 – Motorkavaljerer
- 1950 – Ung och kär
- 1951 – Sköna Helena
- 1951 – Leva på "Hoppet"
- 1951 – Hon dansade en sommar
- 1951 – Tull-Bom
- 1951 – Puck heter jag
- 1952 – För min heta ungdoms skull
- 1952 – När syrenerna blomma
- 1953 – Marianne
- 1953 – Gycklarnas afton
- 1953 – Dansa min docka
- 1953 – Vägen till Klockrike
- 1953 – Kungen av Dalarna
- 1953 – Flickan från Backafall
- 1953 – Skuggan
- 1953 – Göingehövdingen
- 1955 – Stampen
- 1955 – Enhörningen
- 1955 – Ljuset från Lund
- 1956 – Den hårda leken
- 1956 – Där möllorna gå...
- 1956 – Ratataa
- 1956 – Skorpan
- 1957 – Gäst i eget hus
- 1957 – Gårdarna runt sjön

## Teater

### Roller
| År   | Roll                                 | Produktion                                                            | Regi               | Teater                        |
| ---- | ------------------------------------ | --------------------------------------------------------------------- | ------------------ | ----------------------------- |
| 1912 | Lill-Klas                            | Stor-Klas och Lill-Klas Gustaf af Geijerstam                          |                    | Svenska teatern, Stockholm    |
| 1914 | Baron Fritz von Heyde                | Trötte Teodor Max Neal och Max Ferner                                 | Knut Nyblom        | Vasateatern                   |
| 1915 | José Estremadura                     | Nattfrämmande Fritz Friedmann-Frederich                               |                    | Vasateatern                   |
| 1915 | Örnstjerna                           | Inkvartering Dick Digerman                                            | Oscar Byström      | Vasateatern                   |
| 1915 | Robert Griffin                       | Niobe Harry Paulton och Edward Paulton                                | Oscar Byström      | Vasateatern                   |
| 1915 | Bertalan                             | Försvarsadvokaten Ferenc Molnár                                       | Knut Nyblom        | Vasateatern                   |
| 1916 | Ellery Clark                         | Annonsera! Roi Cooper Megrue och Walter Hackett                       | Knut Nyblom        | Vasateatern                   |
| 1916 | Doktor Bigland                       | Lilla tuttenuttan Anthony L. Ellis                                    | Knut Nyblom        | Vasateatern                   |
| 1916 | François                             | Herkulespillerna Maurice Hennequin                                    |                    | Vasateatern                   |
| 1917 | Max Varga                            | Efter skilsmässan Algot Sandberg                                      | Knut Nyblom        | Vasateatern                   |
| 1917 | Kehle                                | Diamanten Horace Hedges och Wigney Percyval                           | Knut Nyblom        | Vasateatern                   |
| 1917 | Herbert Treadgold                    | Lilla yrhättan H. M. Harwood                                          | Knut Nyblom        | Vasateatern                   |
| 1917 | Herr Lengren                         | Dollarmiljonen Anders Eje                                             | Knut Nyblom        | Vasateatern                   |
| 1917 | Anders                               | En piga bland pigor Ernst Fastbom                                     | Ernst Fastbom      | Vasateatern                   |
| 1918 | Nogam, betjänt                       | Äktenskapskarusellen Langdon Mitchell                                 |                    | Vasateatern                   |
| 1918 | Harry Maitland                       | Häxmästaren Georges Berr och Louis Verneuil                           | Knut Nyblom        | Vasateatern                   |
| 1918 | La Musotte                           | Damen från bion Nicolas Nancey och Jean Rieux                         | Knut Nyblom        | Vasateatern                   |
| 1918 | Helge Malm                           | Jag gifta mig - aldrig! Ernst Fastbom                                 | Ernst Fastbom      | Vasateatern                   |
| 1918 | Seefisch                             | Den bättre hälften Franz Arnold och Ernst Bach                        | Knut Nyblom        | Vasateatern                   |
| 1919 |                                      | Fästmanssoffan Georg Nordensvan                                       | Albert Ståhl       | Djurgårdsteatern              |
| 1919 |                                      | Ta hand om Amelie Georges Feydeau                                     |                    | Djurgårdsteatern              |
| 1919 |                                      | Vi spekulera alla Jens Locher                                         | Nils Johannisson   | Vasateatern                   |
| 1919 | Valdagna                             | Hertiginnans halsband Wolfgang Polaczek och Hugo Schönbrunn           | Knut Nyblom        | Vasateatern                   |
| 1920 |                                      | Rena rama sanningen James H. Montgomery                               | Knut Nyblom        | Vasateatern                   |
| 1920 |                                      | Hotellråttan Marcel Gerbidon och Paul Armont                          |                    | Vasateatern                   |
| 1920 |                                      | Mrs Taradines inkvartering F. Tennyson Jesse och Harold Marsh Harwood | Knut Nyblom        | Vasateatern                   |
| 1920 |                                      | Kärlekens fars Helge Krog och Olaf Bull                               |                    | Vasateatern                   |
| 1921 | Octave Rosimond                      | Borgmästarinnan (La presidente) Maurice Hennequin och Pierre Veber    | Albert Ranft       | Vasateatern                   |
| 1921 | Philip Evans                         | Gröna hissen Avery Hopwood                                            | Nils Johannisson   | Vasateatern                   |
| 1921 | Robert Griffin                       | Niobe Harry Paulton och Edward Paulton                                |                    | Vasateatern                   |
| 1921 | Gino Riccardi                        | Otrogen Roberto Bracco                                                | Ernst Eklund       | Blancheteatern                |
| 1921 | Yvès Ploumonach                      | Hon gav dig ögon Maurice Hennequin och Pierre Veber                   | Knut Nyblom        | Vasateatern                   |
| 1921 | George Graham                        | En fransysk visit Reginald Berkeley                                   | Nils Johannisson   | Vasateatern                   |
| 1921 | Ellery Clark                         | Annonsera! Roi Cooper Megrue och Walter Hackett                       | Knut Nyblom        | Vasateatern                   |
| 1921 | En ung man                           | Jag måste ha Adrienne Louis Verneuil                                  | Knut Nyblom        | Vasateatern                   |
| 1922 | Florencio da Viana                   | Varulven Angelo Cana                                                  | Knut Nyblom        | Vasateatern                   |
| 1922 | Mr Richard Baxter                    | Mollusken Hubert Henry Davies                                         | Knut Nyblom        | Vasateatern                   |
| 1923 |                                      | Det stängda paradiset Maurice Hennequin och Romain Coolus             | Knut Nyblom        | Vasateatern                   |
| 1923 | Evariste Plantin                     | Andra bröllopsnatten Maurice Hennequin                                | Knut Nyblom        | Vasateatern                   |
| 1923 | Max Barren                           | Bläckplumpen Ernest Vajda                                             | Knut Nyblom        | Vasateatern                   |
| 1923 |                                      | Hasard Alfred Savoir                                                  | Knut Nyblom        | Vasateatern                   |
| 1923 |                                      | Fruar på krigsstråt Georges Feydeau                                   | Albert Ranft       | Vasateatern                   |
| 1923 | Percy Jones                          | Din nästas fästmö Adelaide Matthews och Anne Nichols                  | Ernst Eklund       | Blancheteatern                |
| 1924 |                                      | På hal is Franz Arnold och Ernst Bach                                 | Knut Nyblom        | Vasateatern                   |
| 1924 |                                      | Krokodilen Karl Strecker                                              | Knut Nyblom        | Vasateatern                   |
| 1924 | Octave Rosimond                      | Borgmästarinnan (La presidente) Maurice Hennequin och Pierre Veber    | Albert Ranft       | Vasateatern                   |
| 1924 |                                      | Trettio dagar Augustus Thomas                                         | Ragnar Widestedt   | Vasateatern                   |
| 1924 | Jack Gordon                          | Dulcie George S. Kaufman och Marc Connelly                            | Einar Fröberg      | Komediteatern                 |
| 1924 | Karl Efraim Kittel, ung hovlakej     | Kungens amour Brita von Horn                                          | Mathias Taube      | Komediteatern                 |
| 1925 | Hubert de Carteret, landskapsmålaren | Min polska kusin Louis Verneuil                                       | Karin Swanström    | Blancheteatern                |
| 1925 | George Marden                        | Mr Pim tittar in A.A. Milne                                           | Mathias Taube      | Blancheteatern                |
| 1925 | Tommy Campbell                       | Dubbelexponering Avery Hopwood                                        | Mathias Taube      | Blancheteatern                |
| 1925 |                                      | På begäran Nicolas Nancey och Henry de Gorsse                         | Erik Berglund      | Blancheteatern                |
| 1925 | Octave                               | Portiern på Maxim Yves Mirande, Gustave Quinson och Henri Geroule     | Ernst Eklund       | Blancheteatern                |
| 1925 |                                      | Lady Fanny Jerome K Jerome                                            | Mathias Taube      | Komediteatern                 |
| 1926 | Hugo Lindell                         | Kassabrist Vilhelm Moberg                                             | Erik Berglund      | Blancheteatern                |
| 1927 | Henry Fisk                           | Skrämda katter Margaret Mayo och Aubrey Kennedy                       | Erik Berglund      | Djurgårdsteatern              |
| 1927 | Carl-Henrik Lewenstern               | Håkansbergsleken Einar Holmberg                                       | Harry Roeck-Hansen | Blancheteatern                |
| 1927 | Hans Medardus                        | Det farliga året Rudolf Lothar och Hans Bachwitz                      | Harry Roeck-Hansen | Blancheteatern                |
| 1927 | Chussie Haire                        | Livets gång Clemence Dane                                             | Harry Roeck-Hansen | Blancheteatern                |
| 1927 | Manolito                             | Socorros inackorderingar Miguel Ramos Carrión och Vital Aza           | Hjalmar Selander   | Blancheteatern                |
| 1928 | Bobby                                | Bobbys sista natt James Barclay                                       | Harry Roeck-Hansen | Blancheteatern                |
| 1928 | Colin Mackenzie                      | Fanatiker Miles Malleson                                              | Harry Roeck-Hansen | Blancheteatern                |
| 1928 | Agi Åstrand                          | Domprosten Bomander Mikael Lybeck                                     | Harry Roeck-Hansen | Blancheteatern                |
| 1928 | Arrighi                              | Hertiginnan av Elba Rudolf Lothar och Oscar Winterstein               | Harry Roeck-Hansen | Blancheteatern                |
| 1928 | West                                 | Mary Dugans process Bayard Veiller                                    | Harry Roeck-Hansen | Blancheteatern                |
| 1929 | Elis                                 | Påsk August Strindberg                                                | Harry Roeck-Hansen | Blancheteatern                |
| 1929 | Willy Sands                          | Såna barn Maxwell Anderson                                            | Erik Berglund      | Blancheteatern                |
| 1929 | Sjömannen Norrmannen                 | Maya Simon Gantillon                                                  | Harry Roeck-Hansen | Blancheteatern                |
| 1929 | Anthony Peel                         | Hotell Pompadour Walter Hackett                                       | Harry Roeck-Hansen | Blancheteatern                |
| 1929 | Harry Bertrand                       | S.k. kärlek Edwin J. Burke                                            | Harry Roeck-Hansen | Djurgårdsteatern              |
| 1929 | Miles Winter                         | Så förtjusande människor Michael Arlen                                | Einar Fröberg      | Blancheteatern                |
| 1929 | Gray Meredith                        | Skiljas Clemence Dane                                                 | Harry Roeck-Hansen | Blancheteatern                |
| 1929 | Robert Crosbie                       | Brevet W. Somerset Maugham                                            | Harry Roeck-Hansen | Blancheteatern                |
| 1929 | Worthington Smythe                   | Cocktails Leslie Howard                                               | Harry Roeck-Hansen | Blancheteatern                |
| 1930 | Mahé                                 | Ett dubbelliv Henri-René Lenormand                                    | Harry Roeck-Hansen | Blancheteatern                |
| 1930 | Dr Harvester                         | Den heliga lågan W. Somerset Maugham                                  | Harry Roeck-Hansen | Blancheteatern                |
| 1930 | Richard Halton                       | En man till påseende Frederick Lonsdale                               | Per-Axel Branner   | Blancheteatern                |
| 1930 | Peter Paul Lutz                      | Pengar på gatan Rudolf Bernauer och Rudolf Oesterreicher              | Harry Roeck-Hansen | Blancheteatern                |
| 1930 | Edvard Holk                          | Storken Thit Jensen                                                   | Harry Roeck Hansen | Blancheteatern                |
| 1931 | Baronen                              | Bandet August Strindberg                                              | Harry Roeck-Hansen | Blancheteatern                |
| 1931 | Jemeljan                             | Trångt om saligheten Valentin Katajev                                 | Harry Roeck-Hansen | Blancheteatern                |
| 1931 | Pascal Erivan                        | Lidelser August Villeroy                                              | Sture Baude        | Blancheteatern                |
| 1931 | Henri Ribou                          | Madame ordnar allt M. Aubergson                                       | Harry Roeck-Hansen | Blancheteatern                |
| 1931 | Willie Tatham                        | Sex appeal Frederick Lonsdale                                         | Harry Roeck-Hansen | Blancheteatern                |
| 1931 | Karsten Trane                        | Vägen framåt Helge Krog                                               | Harry Roeck-Hansen | Blancheteatern                |
| 1931 | Edvard Holk                          | Storken Thit Jensen                                                   | Harry Roeck Hansen | Blancheteatern                |
| 1931 | Scherr                               | Till polisens förfogande Max Alsberg och Otto Ernst Hesse             | Harry Roeck-Hansen | Blancheteatern                |
| 1931 | Isaak Cohn                           | Tredubbelt gifta Anne Nichols                                         | Semmy Friedmann    | Blancheteatern                |
| 1932 | Frazer                               | Syndafloden Henning Berger                                            | Harry Roeck-Hansen | Blancheteatern                |
| 1933 | Journalisten                         | Luftexpressen Alexander Lestyan och János Vaszary                     |                    | Folkan                        |
| 1933 | Robert Baxter                        | Mollusken Hubert Henry Davies                                         | Harry Roeck Hansen | Blancheteatern                |
| 1933 | Victor Hallam                        | Vi Hallams Rose Franken                                               | Knut Martin        | Blancheteatern                |
| 1933 | Dubois                               | Spillror Dicte Sjögren                                                | Harry Roeck-Hansen | Blancheteatern                |
| 1934 | Joseph                               | De hundra dagarna Benito Mussolini och Giovacchino Forzano            | Rune Carlsten      | Dramaten                      |
| 1934 | Arthur Westlake                      | Ingen rädder Allan Scott och George Height                            | Knut Martin        | Blancheteatern                |
| 1936 | Fil. Dr. Kutschera                   | Skolka skolan Stefan Bekeff och Adorjan Stella                        | Carlo Keil-Möller  | Vasateatern                   |
| 1936 | Gustav Heink                         | Konserten Hermann Bahr                                                | Rudolf Wendbladh   | Helsingborgs stadsteater      |
| 1937 | Kung Eric VIII                       | Kunglighet Robert E. Sherwood                                         | Harry Roeck-Hansen | Blancheteatern                |
| 1937 | Frederik Salomon                     | Hans första premiär Svend Rindom                                      | Harry Roeck-Hansen | Blancheteatern                |
| 1937 | Thierry                              | Därom tiger munnen Roger Martin du Gard                               | Per Lindberg       | Blancheteatern                |
| 1938 | Robert Carson                        | Min hustru doktor Carson St. John Greer Ervine                        | Harry Roeck-Hansen | Blancheteatern                |
| 1939 | Lheureux                             | Madame Bovary Gaston Baty                                             | Harry Roeck-Hansen | Blancheteatern                |
| 1939 | Georges                              | Vanartiga föräldrar Jean Cocteau                                      | Harry Roeck-Hansen | Blancheteatern                |
| 1939 | Kapten Henry Carr                    | Vibrationer Charles Morgan                                            | Harry Roeck-Hansen | Blancheteatern                |
| 1940 | Alfred Parsons                       | Tony ritar en häst Lesley Storm                                       | Harry Roeck-Hansen | Blancheteatern                |
| 1940 | Sam Shipley                          | Här har jag varit förut John Boynton Priestley                        | Harry Roeck-Hansen | Blancheteatern                |
| 1940 | Bordier                              | Duo Paul Géraldy och Colette                                          | Harry Roeck Hansen | Blancheteatern                |
| 1940 | Philo Smith                          | Plats för leende S. N. Behrman                                        | Harry Roeck Hansen | Blancheteatern                |
| 1941 | Telegin                              | Onkel Vanja Anton Tjechov                                             | Harry Roeck-Hansen | Blancheteatern                |
| 1941 | Medverkande                          | Kar de Mummas ofullbordade, revy Kar de Mumma                         | Leif Amble-Næss    | Blancheteatern                |
| 1941 | Enok                                 | Midsommardröm i fattighuset Pär Lagerkvist                            | Per Lindberg       | Blancheteatern                |
| 1942 | Luka                                 | På livets botten Maksim Gorkij                                        | Jura Tamkin        | Blancheteatern                |
| 1942 | Beaven                               | Sol i dimma Emlyn Williams                                            | Harry Roeck-Hansen | Blancheteatern                |
| 1942 | Somerset Drake                       | Väninnor John Van Druten                                              | Harry Roeck-Hansen | Blancheteatern                |
| 1943 | Professor Gavelin                    | Rus Rudolf Värnlund                                                   | Per Lindberg       | Blancheteatern                |
| 1943 | Borgmästare Orden                    | Månen har gått ned John Steinbeck                                     | Harry Roeck-Hansen | Blancheteatern/ Oscarsteatern |
| 1943 | Victor Hallam                        | Jag är sjutton år Paul Vandenberghe                                   | Harry Roeck-Hansen | Blancheteatern                |
| 1943 | Ben                                  | De små rävarna Lillian Hellman                                        | Harry Roeck-Hansen | Blancheteatern                |
| 1944 | David Crampton                       | Det ljusnar vid 7-tiden Paul Osborn                                   | Harry Roeck-Hansen | Blancheteatern                |
| 1944 | Firs                                 | Körsbärsträdgården Anton Tjechov                                      | Harry Roeck-Hansen | Blancheteatern                |
| 1944 | Kapten George McNab                  | Med clippern västerut Elmer Rice                                      | Helge Hagerman     | Blancheteatern                |
| 1944 | Rufus Collier                        | Det evigt manliga Philip Barry                                        | Harry Roeck-Hansen | Blancheteatern                |
| 1944 | Phineas                              | Den obetvingade segern Maxwell Anderson                               | Sam Besekow        | Blancheteatern                |
| 1944 | George Appleway                      | Cocktails Leslie Howard                                               | Rudolf Wendbladh   | Blancheteatern                |
| 1944 | Kyrkoherde Richard Jarrow            | Ja och nej (Yes and No) Kenneth Horne                                 | Per-Axel Branner   | Nya Teatern                   |
| 1945 | Ponette                              | Det blåser en vind Lillian Hellman                                    | Harry Roeck-Hansen | Blancheteatern                |
| 1945 | Pierre                               | När kvinnor mötas Rachel Crothers                                     | Sam Besekow        | Blancheteatern                |
| 1947 | Lord Augustus Lorton                 | Solfjädern Oscar Wilde                                                | Martha Lundholm    | Vasateatern                   |
| 1948 | Stråman                              | Kärlekens komedi Henrik Ibsen                                         | Martha Lundholm    | Vasateatern                   |
| 1949 | E.J. Lofgren                         | Harvey Mary Chase                                                     | Martha Lundholm    | Vasateatern                   |
| 1950 | George                               | Dafne James Bridie                                                    | Ernst Eklund       | Vasateatern                   |
| 1950 | Sir Michael Norman                   | Ungkarlsmamman Marc-Gilbert Sauvajan och Fred Jackson                 | Martha Lundholm    | Vasateatern                   |
| 1951 | Mr Sharp                             | Skaffa mig en våning Doris Frankel                                    | Per Gerhard        | Vasateatern                   |
| 1952 | Biskop Perignolles                   | I kväll i Samarkand Jacques Deval                                     | Per Gerhard        | Vasateatern                   |
| 1953 | Byron Winkler                        | Hustruleken Louis Verneuil                                            | Gösta Cederlund    | Vasateatern                   |
| 1953 | Rocket                               | Dårskapens timme Anna Bonacci                                         | Per Gerhard        | Vasateatern                   |
| 1954 | Byron Winkler                        | Hustruleken Louis Verneuil                                            | Gösta Cederlund    | Lisebergsteatern              |

## Radioteater

### Roller
| År   | Roll         | Produktion                    | Regi            |
| ---- | ------------ | ----------------------------- | --------------- |
| 1943 | Jack Baxter  | Mollusken Hubert Henry Davies | Gunnar Skoglund |
| 1946 | Lord Charles | Teater Guy Bolton             | Rune Carlsten   |
| 1947 | Jack Baxter  | Mollusken Hubert Henry Davies | Gunnar Skoglund |

### Fotnoter
1. ↑  Sveriges befolkning
1890:
Riégo, Johan Isak
(1852)
2. ↑  Riégo, Olav i Svenska män och kvinnor (1949)
3. ↑  ”Olav Riégo”. IMDb.com. http://www.imdb.com/name/nm0729959/. Läst 15 augusti 2012.
4. ↑  Hitta graven
5. ↑  ”Teater, konst, litteratur”. Dagens Nyheter:  s. 8. 26 april 1912. http://arkivet.dn.se/arkivet/tidning/1912-04-26/15069/8. Läst 2 augusti 2015.
6. ↑  ”Trötte Teodor”. Musikverket. http://calmview.musikverk.se/CalmView/Record.aspx?src=CalmView.Performance&id=PERF14400&pos=219. Läst 8 juli 2015.
7. ↑  ”Nattfrämmande”. Musikverket. http://calmview.musikverk.se/CalmView/Record.aspx?src=CalmView.Performance&id=PERF14557&pos=220. Läst 9 juli 2015.
8. ↑  ”Inkvartering”. Musikverket. http://calmview.musikverk.se/CalmView/Record.aspx?src=CalmView.Performance&id=PERF14379&pos=221. Läst 9 juli 2015.
9. ↑  ”Niobe”. Musikverket. http://calmview.musikverk.se/CalmView/Record.aspx?src=CalmView.Performance&id=PERF14558&pos=222. Läst 9 juli 2015.
10. ↑  ”Försvarsadvokaten”. Musikverket. http://calmview.musikverk.se/CalmView/Record.aspx?src=CalmView.Performance&id=PERF14368&pos=232. Läst 9 juli 2015.
11. 1 2  ”Annonsera”. Musikverket. http://calmview.musikverk.se/CalmView/Record.aspx?src=CalmView.Performance&id=PERF14361&pos=23. Läst 5 juli 2015.
12. ↑  ”Lilla tuttenuttan”. Musikverket. http://calmview.musikverk.se/CalmView/Record.aspx?src=CalmView.Performance&id=PERF14540&pos=235. Läst 10 juli 2015.
13. ↑  ”Herkulespillerna”. Musikverket. http://calmview.musikverk.se/CalmView/Record.aspx?src=CalmView.Performance&id=PERF23289&pos=236. Läst 10 juli 2015.
14. ↑  ”Efter skilsmässan”. Musikverket. http://calmview.musikverk.se/CalmView/Record.aspx?src=CalmView.Performance&id=PERF14369&pos=237. Läst 10 juli 2015.
15. ↑  ”Diamanten”. Musikverket. http://calmview.musikverk.se/CalmView/Record.aspx?src=CalmView.Performance&id=PERF14362&pos=238. Läst 10 juli 2015.
16. ↑  ”Lilla yrhättan”. Musikverket. http://calmview.musikverk.se/CalmView/Record.aspx?src=CalmView.Performance&id=PERF14541&pos=244. Läst 10 juli 2015.
17. ↑  ”Dollarmiljonen”. Musikverket. http://calmview.musikverk.se/CalmView/Record.aspx?src=CalmView.Performance&id=PERF14363&pos=245. Läst 10 juli 2015.
18. ↑  ”En piga bland pigor”. Musikverket. http://calmview.musikverk.se/CalmView/Record.aspx?src=CalmView.Performance&id=PERF14561&pos=247. Läst 10 juli 2015.
19. ↑  Erik Ljungberger, red (1918). ”Teateralmanack”. Svenska scenen (2):  sid. 12. https://sv.wikisource.org/w/index.php?title=Svenska_scenen_2,_1918&oldid=174993. Läst 9 juli 2015.
20. ↑  ”Häxmästaren”. Musikverket. http://calmview.musikverk.se/CalmView/Record.aspx?src=CalmView.Performance&id=PERF23290&pos=251. Läst 10 juli 2015.
21. ↑  ”Damen från bion”. Musikverket. http://calmview.musikverk.se/CalmView/Record.aspx?src=CalmView.Performance&id=PERF14364&pos=254. Läst 10 juli 2015.
22. ↑  ”Jag gifta mig - aldrig!”. Musikverket. http://calmview.musikverk.se/CalmView/Record.aspx?src=CalmView.Performance&id=PERF14380&pos=255. Läst 10 juli 2015.
23. ↑  ”Den bättre hälften”. Musikverket. http://calmview.musikverk.se/CalmView/Record.aspx?src=CalmView.Performance&id=PERF14365&pos=257. Läst 10 juli 2015.
24. ↑  ”Teater Musik”. Dagens Nyheter:  s. 6. 2 juli 1919. http://arkivet.dn.se/arkivet/tidning/1919-07-02/174/6. Läst 21 juli 2015.
25. ↑  ”Teater Musik”. Dagens Nyheter:  s. 4. 26 juli 1919. http://arkivet.dn.se/arkivet/tidning/1919-07-26/194/4. Läst 21 juli 2015.
26. ↑  ”Teater Musik”. Dagens Nyheter:  s. 6. 5 november 1919. http://arkivet.dn.se/arkivet/tidning/1919-11-05/291/6. Läst 21 juli 2015.
27. ↑  ”Hertiginnans halsband”. Musikverket. http://calmview.musikverk.se/CalmView/Record.aspx?src=CalmView.Performance&id=PERF14382&pos=264. Läst 11 juli 2015.
28. ↑  ”'Rena rama sanningen' på Vasan”. Dagens Nyheter:  s. 7. 4 januari 1920. http://arkivet.dn.se/arkivet/tidning/1920-01-04/3/7. Läst 21 juli 2015.
29. 1 2 3  Tygård, Britt-Marie (2012). Tollie Zellman: "Damen i rosa". Stockholm: [s.n.]. Libris 13619752. ISBN 978-91-637-1333-0
30. ↑  ”Teater Musik”. Dagens Nyheter:  s. 11. 2 september 1920. http://arkivet.dn.se/arkivet/tidning/1920-09-02/236/11. Läst 21 juli 2015.
31. ↑  ”Teater Musik”. Dagens Nyheter:  s. 12. 17 oktober 1920. http://arkivet.dn.se/arkivet/tidning/1920-10-17/281/12. Läst 21 juli 2015.
32. ↑  ”Teater Musik”. Dagens Nyheter:  s. 9. 1 december 1920. http://arkivet.dn.se/arkivet/tidning/1920-12-01/326/9. Läst 21 juli 2015.
33. ↑  ”Borgmästarinnan”. Musikverket. https://calmview.musikverk.se/CalmView/Record.aspx?src=CalmView.Performance&id=P15450&pos=59. Läst 12 maj 2024.
34. ↑  ”Gröna hissen”. Musikverket. http://calmview.musikverk.se/CalmView/Record.aspx?src=CalmView.Performance&id=PERF14375&pos=275. Läst 11 juli 2015.
35. ↑  ”Niobe”. Musikverket. http://calmview.musikverk.se/CalmView/Record.aspx?src=CalmView.Performance&id=PERF26500&pos=276. Läst 11 juli 2015.
36. ↑  ”Hon gav dig ögon”. Musikverket. http://calmview.musikverk.se/CalmView/Record.aspx?src=CalmView.Performance&id=PERF14384&pos=279. Läst 11 juli 2015.
37. ↑  ”En fransysk visit”. Musikverket. http://calmview.musikverk.se/CalmView/Record.aspx?src=CalmView.Performance&id=PERF14376&pos=280. Läst 11 juli 2015.
38. ↑  ”Teater Musik”. Dagens Nyheter:  s. 10. 9 november 1921. http://arkivet.dn.se/arkivet/tidning/1921-11-09/303/10. Läst 14 april 2016.
39. ↑  ”Jag måste ha Adrienne”. Musikverket. http://calmview.musikverk.se/CalmView/Record.aspx?src=CalmView.Performance&id=PERF14427&pos=282. Läst 11 juli 2015.
40. ↑  ”Varulven”. Musikverket. http://calmview.musikverk.se/CalmView/Record.aspx?src=CalmView.Performance&id=PERF14519&pos=286. Läst 11 juli 2015.
41. ↑  ”Teater och Musik”. Dagens Nyheter:  s. 6. 29 december 1922. http://arkivet.dn.se/arkivet/tidning/1922-12-29/351/6. Läst 24 juli 2015.
42. ↑  ”Teaternytt”. Dagens Nyheter:  s. 6. 8 mars 1923. http://arkivet.dn.se/arkivet/tidning/1923-03-08/65/6. Läst 26 juli 2015.
43. ↑  Teateralmanacka 1923 i Svenska Dagbladets Årsbok – händelserna 1923 (1924) s. 89
44. ↑  ”Andra bröllopsnatten”. Musikverket. http://calmview.musikverk.se/CalmView/Record.aspx?src=CalmView.Performance&id=PERF14525&pos=22. Läst 5 juli 2015.
45. ↑  ”Fransk äktenskapsfars inleder säsongen på Vasan”. Dagens Nyheter:  s. 10. 2 september 1923. http://arkivet.dn.se/arkivet/tidning/1923-09-02/237/10. Läst 26 juli 2015.
46. ↑  ”Teater och Musik”. Dagens Nyheter:  s. 9. 20 september 1923. http://arkivet.dn.se/arkivet/tidning/1923-09-20/255/9. Läst 26 juli 2015.
47. ↑  ”'Bläckplumpen' Vasateaterns nya program”. Dagens Nyheter:  s. 10. 23 september 1923. http://arkivet.dn.se/arkivet/tidning/1923-09-23/258/10. Läst 26 juli 2015.
48. ↑  ”Premiär på Vasan i går”. Dagens Nyheter:  s. 1. 21 oktober 1923. http://arkivet.dn.se/arkivet/tidning/1923-10-21/286/1. Läst 26 juli 2015.
49. ↑  ”Teater och Musik”. Dagens Nyheter:  s. 10. 30 november 1923. http://arkivet.dn.se/arkivet/tidning/1923-11-30/326/10. Läst 30 augusti 2015.
50. ↑  ”Din nästas fästmö”. Musikverket. http://calmview.musikverk.se/CalmView/Record.aspx?src=CalmView.Performance&id=PERF22053&pos=16. Läst 4 april  2016.
51. ↑  ”Teater och Musik”. Dagens Nyheter:  s. 7. 22 februari 1924. http://arkivet.dn.se/arkivet/tidning/1924-02-22/52/7. Läst 29 augusti 2015.
52. ↑  Bo Bergman (24 februari 1924). ”Musik och Teater”. Dagens Nyheter:  s. 9. http://arkivet.dn.se/arkivet/tidning/1924-02-24/54/9. Läst 29 augusti 2015.
53. ↑  ”'Borgmästarinnan' återuppstår snart på Vasateatern”. Dagens Nyheter:  s. 5. 6 mars 1924. http://arkivet.dn.se/arkivet/tidning/1924-03-06/65/5. Läst 27 juli 2015.
54. ↑  ”Teater och Musik”. Dagens Nyheter:  s. 9. 9 april 1924. http://arkivet.dn.se/arkivet/tidning/1924-04-09/98/9. Läst 27 juli 2015.
55. ↑  ”'Dulcie' på Komediteatern”. Dagens Nyheter:  s. 7. 2 september 1924. http://arkivet.dn.se/arkivet/tidning/1924-09-02/239/7. Läst 27 juli 2015.
56. ↑  ”Dulcie”. Musikverket. http://calmview.musikverk.se/CalmView/Record.aspx?src=CalmView.Performance&id=PERF22055&pos=26. Läst 28 juli 2015.
57. ↑  ”Teater och Musik”. Dagens Nyheter:  s. 12. 3 december 1924. http://arkivet.dn.se/arkivet/tidning/1924-12-03/331/12. Läst 28 juli 2015.
58. ↑  ”Teater och Musik”. Dagens Nyheter:  s. 11. 5 december 1924. http://arkivet.dn.se/arkivet/tidning/1924-12-05/333/11. Läst 28 juli 2015.
59. ↑  ”Teater och Musik”. Dagens Nyheter:  s. 12. 21 januari 1925. http://arkivet.dn.se/arkivet/tidning/1925-01-21/19/12. Läst 20 juli 2015.
60. ↑  ”Mr Pim tittar in”. Musikverket. http://calmview.musikverk.se/CalmView/Record.aspx?src=CalmView.Performance&id=PERF22169&pos=30. Läst 5 april 2016.
61. ↑  Manstad, Margit (1987). Och vinden viskade så förtroligt. Stockholm: Läsförlaget AB. sid. 50. Libris 7673797. ISBN 91-7902-067-4
62. ↑  Bo Bergman (20 september 1925). ”'På begäran' på Blancheteatern”. Dagens Nyheter:  s. 10. http://arkivet.dn.se/arkivet/tidning/1925-09-20/255/10. Läst 1 augusti 2015.
63. ↑  ”Teater och Musik”. Dagens Nyheter:  s. 9. 11 november 1925. http://arkivet.dn.se/arkivet/tidning/1925-11-11/307/9. Läst 6 april 2016.
64. ↑  ”En engelsk fars på Komediteatern”. Svenska Dagbladet:  s. 9. 14 oktober 1925. https://www.svd.se/arkiv/1925-10-14/9. Läst 27 februari 2017.
65. ↑  ”Kassabrist”. Musikverket. http://calmview.musikverk.se/CalmView/Record.aspx?src=CalmView.Performance&id=PERF22057&pos=33. Läst 6 april 2016.
66. ↑  ”Teater och Musik”. Dagens Nyheter:  s. 11. 5 maj 1927. http://arkivet.dn.se/arkivet/tidning/1927-05-05/120/11. Läst 5 januari 2016.
67. ↑  ”Håkansbergsleken”. Musikverket. http://calmview.musikverk.se/CalmView/Record.aspx?src=CalmView.Performance&id=PERF22184&pos=37. Läst 7 april 2016.
68. ↑  ”Det farliga året”. Musikverket. http://calmview.musikverk.se/CalmView/Record.aspx?src=CalmView.Performance&id=PERF22185&pos=38. Läst 7 april 2016.
69. ↑  ”Livets gång”. Musikverket. http://calmview.musikverk.se/CalmView/Record.aspx?src=CalmView.Performance&id=PERF22186&pos=39. Läst 7 april 2016.
70. ↑  ”Socorros inackorderingar”. Musikverket. http://calmview.musikverk.se/CalmView/Record.aspx?src=CalmView.Performance&id=PERF22187&pos=40. Läst 7 april 2016.
71. ↑  Stig (15 januari 1928). ”'Bobbys sista natt' på Blancheteatern”. Dagens Nyheter:  s. 14. http://arkivet.dn.se/arkivet/tidning/1928-01-15/13/14. Läst 7 april 2016.
72. ↑  ”Fanatiker”. Musikverket. http://calmview.musikverk.se/CalmView/Record.aspx?src=CalmView.Performance&id=PERF22058&pos=41. Läst 7 april 2016.
73. ↑  ”Scen och Film: Blancheteatern kl. halv 4 i dag”. Dagens Nyheter:  s. 12. 14 april 1928. http://arkivet.dn.se/arkivet/tidning/1928-04-14/101/12. Läst 7 april 2016.
74. ↑  ”Hertiginnan av Elba”. Musikverket. http://calmview.musikverk.se/CalmView/Record.aspx?src=CalmView.Performance&id=PERF22188&pos=42. Läst 7 april 2016.
75. ↑  ”Mary Dugans process”. Musikverket. http://calmview.musikverk.se/CalmView/Record.aspx?src=CalmView.Performance&id=PERF22189&pos=43. Läst 7 april 2016.
76. ↑  Stig (21 januari 1929). ”Scen och Film: 'Påsk' på Blancheteatern”. Dagens Nyheter:  s. 9. http://arkivet.dn.se/arkivet/tidning/1929-01-21/20/9. Läst 7 april 2016.
77. ↑  ”Såna barn...”. Musikverket. http://calmview.musikverk.se/CalmView/Record.aspx?src=CalmView.Performance&id=PERF22190&pos=44. Läst 7 april 2016.
78. ↑  ”Scen och Film”. Dagens Nyheter:  s. 9. 19 mars 1929. http://arkivet.dn.se/arkivet/tidning/1929-03-19/77/9. Läst 7 april 2016.
79. ↑  ”Hotell Pompadour”. Musikverket. http://calmview.musikverk.se/CalmView/Record.aspx?src=CalmView.Performance&id=PERF22192&pos=46. Läst 7 april 2016.
80. ↑  ”Scen och Film”. Dagens Nyheter:  s. 12. 30 maj 1929. http://arkivet.dn.se/arkivet/tidning/1929-05-30/144/12. Läst 2 januari 2016.
81. 1 2  ”Så förtjusande människor”. Musikverket. http://calmview.musikverk.se/CalmView/Record.aspx?src=CalmView.Performance&id=PERF22106&pos=47. Läst 7 april 2016.
82. ↑  ”Skiljas”. Musikverket. http://calmview.musikverk.se/CalmView/Record.aspx?src=CalmView.Performance&id=PERF22107&pos=48. Läst 7 april 2016.
83. ↑  ”Scen och Film”. Dagens Nyheter:  s. 13. 29 november 1929. http://arkivet.dn.se/arkivet/tidning/1929-11-29/326/13. Läst 7 april 2016.
84. ↑  ”Ett dubbelliv”. Musikverket. http://calmview.musikverk.se/CalmView/Record.aspx?src=CalmView.Performance&id=PERF22109&pos=50. Läst 8 april 2016.
85. ↑  ”Den heliga lågan”. Musikverket. http://calmview.musikverk.se/CalmView/Record.aspx?src=CalmView.Performance&id=PERF22110&pos=51. Läst 8 april 2016.
86. ↑  ”En man till påseende”. Musikverket. http://calmview.musikverk.se/CalmView/Record.aspx?src=CalmView.Performance&id=PERF22111&pos=52. Läst 8 april 2016.
87. ↑  ”Pengar på gatan”. Musikverket. http://calmview.musikverk.se/CalmView/Record.aspx?src=CalmView.Performance&id=PERF22099&pos=53. Läst 8 april 2016.
88. ↑  ”Bandet”. Musikverket. http://calmview.musikverk.se/CalmView/Record.aspx?src=CalmView.Performance&id=PERF22102&pos=55. Läst 8 april 2016.
89. ↑  ”Trångt om saligheten”. Musikverket. http://calmview.musikverk.se/CalmView/Record.aspx?src=CalmView.Performance&id=PERF22103&pos=57. Läst 8 april 2016.
90. ↑  ”Lidelser”. Musikverket. http://calmview.musikverk.se/CalmView/Record.aspx?src=CalmView.Performance&id=PERF22104&pos=58. Läst 8 april 2016.
91. ↑  ”Madame ordnar allt”. Musikverket. http://calmview.musikverk.se/CalmView/Record.aspx?src=CalmView.Performance&id=PERF22105&pos=59. Läst 8 april 2016.
92. ↑  ”Sex Appeal”. Musikverket. http://calmview.musikverk.se/CalmView/Record.aspx?src=CalmView.Performance&id=PERF22091&pos=60. Läst 9 april 2016.
93. ↑  ”Vägen framåt”. Musikverket. http://calmview.musikverk.se/CalmView/Record.aspx?src=CalmView.Performance&id=PERF22092&pos=61. Läst 9 april 2016.
94. ↑  ”Till polisens förfogande”. Musikverket. http://calmview.musikverk.se/CalmView/Record.aspx?src=CalmView.Performance&id=PERF22093&pos=62. Läst 9 april 2016.
95. ↑  ”Tredubbelt gifta”. Musikverket. http://calmview.musikverk.se/CalmView/Record.aspx?src=CalmView.Performance&id=PERF22094&pos=63. Läst 9 april 2016.
96. ↑  ”Syndafloden”. Musikverket. http://calmview.musikverk.se/CalmView/Record.aspx?src=CalmView.Performance&id=PERF22097&pos=66. Läst 10 april 2016.
97. ↑  Oscar Rydqvist (26 februari 1933). ”'Luftexpressen' på Folkteatern”. Dagens Nyheter:  s. 16. http://arkivet.dn.se/arkivet/tidning/1933-02-26/55/16. Läst 27 augusti 2015.
98. ↑  Bo Bergman (18 maj 1933). ”'Mollusken' på Blancheteatern”. Dagens Nyheter:  s. 10. http://arkivet.dn.se/arkivet/tidning/1933-05-18/133/10. Läst 7 januari 2016.
99. ↑  ”Vi Hallams”. Musikverket. http://calmview.musikverk.se/CalmView/Record.aspx?src=CalmView.Performance&id=PERF22066. Läst 17 december 2015.
100. ↑  Bo Bergman (15 september 1933). ”'Vi Hallams' på Blancheteatern”. Dagens Nyheter:  s. 1. http://arkivet.dn.se/arkivet/tidning/1933-09-15/250/1. Läst 17 december 2015.
101. ↑  ”Spillror”. Musikverket. http://calmview.musikverk.se/CalmView/Record.aspx?src=CalmView.Performance&id=PERF22067&pos=76. Läst 11 april 2016.
102. ↑  ”Ingen rädder”. Musikverket. http://calmview.musikverk.se/CalmView/Record.aspx?src=CalmView.Performance&id=PERF22070&pos=79. Läst 11 april 2016.
103. ↑  ”Skolka skolan”. Musikverket. http://calmview.musikverk.se/CalmView/Record.aspx?src=CalmView.Performance&id=PERF14211&pos=396. Läst 29 april 2016.
104. ↑  Bo Bergman (7 januari 1937). ”'Kunglighet' på Blancheteatern”. Dagens Nyheter:  s. 11. http://arkivet.dn.se/arkivet/tidning/1937-01-07/5/11. Läst 19 april 2016.
105. ↑  Oscar Rydqvist (18 februari 1937). ”'Hans första premiär' på Blancheteatern”. Dagens Nyheter:  s. 1. http://arkivet.dn.se/arkivet/tidning/1937-02-18/47/1. Läst 19 april 2016.
106. ↑  Oscar Rydqvist (14 december 1937). ”Teater Musik Film: Nobelafton på Blancheteatern”. Dagens Nyheter:  s. 13. http://arkivet.dn.se/arkivet/tidning/1937-12-14/340/13. Läst 19 april 2016.
107. ↑  ”Min hustru Dr. Carson”. Musikverket. http://calmview.musikverk.se/CalmView/Record.aspx?src=CalmView.Performance&id=PERF22077&pos=101. Läst 20 april 2016.
108. ↑  ”Madame Bovary”. Musikverket. http://calmview.musikverk.se/CalmView/Record.aspx?src=CalmView.Performance&id=PERF22078&pos=102. Läst 21 april 2016.
109. ↑  ”Vanartiga föräldrar”. Musikverket. http://calmview.musikverk.se/CalmView/Record.aspx?src=CalmView.Performance&id=PERF22079&pos=103. Läst 21 april 2016.
110. ↑  ”Vibrationer”. Musikverket. http://calmview.musikverk.se/CalmView/Record.aspx?src=CalmView.Performance&id=PERF22080&pos=104. Läst 21 april 2016.
111. ↑  ”Tony ritar en häst”. Musikverket. http://calmview.musikverk.se/CalmView/Record.aspx?src=CalmView.Performance&id=PERF22081&pos=105. Läst 21 april 2016.
112. ↑  ”Här har jag varit förut”. Musikverket. http://calmview.musikverk.se/CalmView/Record.aspx?src=CalmView.Performance&id=PERF22082&pos=106. Läst 21 april 2016.
113. ↑  Oscar Rydqvist (29 mars 1940). ”'Duo' på Blancheteatern”. Dagens Nyheter:  s. 9. http://arkivet.dn.se/arkivet/tidning/1940-03-29/85/9. Läst 27 augusti 2015.
114. ↑  Oscar Rydqvist (20 november 1940). ”'Plats för leende' på Blancheteatern”. Dagens Nyheter:  s. 10. http://arkivet.dn.se/arkivet/tidning/1940-11-20/319/10. Läst 25 augusti 2015.
115. ↑  ”Onkel Vanja”. Musikverket. http://calmview.musikverk.se/CalmView/Record.aspx?src=CalmView.Performance&id=PERF22086&pos=111. Läst 22 april 2016.
116. ↑  –m (26 april 1941). ”Kar de Mummas 'Ofullbordade'”. Dagens Nyheter:  s. 5. http://arkivet.dn.se/arkivet/tidning/1941-04-26/111/5. Läst 21 april 2016.
117. ↑  ”Midsommardröm i fattighuset”. Musikverket. http://calmview.musikverk.se/CalmView/Record.aspx?src=CalmView.Performance&id=PERF18885&pos=115. Läst 22 april 2016.
118. ↑  Oscar Rydqvist (12 februari 1942). ”'På livets botten' på Blancheteatern”. Dagens Nyheter:  s. 7. http://arkivet.dn.se/arkivet/tidning/1942-02-12/41/7. Läst 31 januari 2016.
119. ↑  ”Sol i dimma”. Musikverket. http://calmview.musikverk.se/CalmView/Record.aspx?src=CalmView.Performance&id=PERF22214&pos=118. Läst 22 april 2016.
120. ↑  ”Väninnor”. Musikverket. http://calmview.musikverk.se/CalmView/Record.aspx?src=CalmView.Performance&id=PERF22216&pos=120. Läst 22 april 2016.
121. ↑  ”Rus”. Musikverket. http://calmview.musikverk.se/CalmView/Record.aspx?src=CalmView.Performance&id=PERF22217&pos=122. Läst 22 april 2016.
122. ↑  ”Månen har gått ned”. Musikverket. http://calmview.musikverk.se/CalmView/Record.aspx?src=CalmView.Performance&id=PERF22218&pos=123. Läst 22 april 2016.
123. ↑  Oscar Rydqvist (7 april 1943). ”Teater Musik Film: 'Månen har gått ned' på Oscarsteatern”. Dagens Nyheter:  s. 9. http://arkivet.dn.se/arkivet/tidning/1943-04-07/94/9. Läst 11 juli 2015.
124. ↑  ”Jag är 17 år”. Musikverket. http://calmview.musikverk.se/CalmView/Record.aspx?src=CalmView.Performance&id=PERF22220&pos=125. Läst 22 april 2016.
125. ↑  ”De små rävarna”. Musikverket. http://calmview.musikverk.se/CalmView/Record.aspx?src=CalmView.Performance&id=PERF22221&pos=126. Läst 22 april 2016.
126. ↑  ”Det ljusnar vid 7-tiden”. Musikverket. http://calmview.musikverk.se/CalmView/Record.aspx?src=CalmView.Performance&id=PERF22222&pos=127. Läst 22 april 2016.
127. ↑  ”Körsbärsträdgården”. Musikverket. http://calmview.musikverk.se/CalmView/Record.aspx?src=CalmView.Performance&id=PERF18889&pos=128. Läst 22 april 2016.
128. ↑  ”Med clippern västerut”. Musikverket. http://calmview.musikverk.se/CalmView/Record.aspx?src=CalmView.Performance&id=PERF22223&pos=129. Läst 24 april 2016.
129. ↑  ”Det evigt manliga”. Musikverket. http://calmview.musikverk.se/CalmView/Record.aspx?src=CalmView.Performance&id=PERF22225&pos=131. Läst 24 april 2016.
130. ↑  ”Den obevingade segern”. Musikverket. http://calmview.musikverk.se/CalmView/Record.aspx?src=CalmView.Performance&id=PERF22226&pos=132. Läst 24 april 2016.
131. ↑  ”Cocktails”. Musikverket. http://calmview.musikverk.se/CalmView/Record.aspx?src=CalmView.Performance&id=PERF22227&pos=133. Läst 24 april 2016.
132. ↑  ”Ja och nej”. Musik- och Teaterbiblioteket. https://calmview.musikverk.se/CalmView/Record.aspx?src=CalmView.Performance&id=PERF14001&pos=966. Läst 14 mars 2025.
133. ↑  Sten af Geijerstam (3 september 1944). ”Teater Musik Film: 'Ja och nej' på Nya Teatern”. Dagens Nyheter:  s. 14. https://arkivet.dn.se/tidning/1944-09-03/11161-239/14. Läst 14 mars 2025.
134. ↑  ”Det blåser en vind”. Musikverket. http://calmview.musikverk.se/CalmView/Record.aspx?src=CalmView.Performance&id=PERF22228&pos=134. Läst 24 april 2016.
135. ↑  ”När kvinnor mötas”. Musikverket. http://calmview.musikverk.se/CalmView/Record.aspx?src=CalmView.Performance&id=PERF22229&pos=135. Läst 24 april 2016.
136. ↑  ”Solfjädern”. Musikverket. http://calmview.musikverk.se/CalmView/Record.aspx?src=CalmView.Performance&id=PERF14161&pos=446. Läst 5 maj 2016.
137. ↑  ”Kärlekens komedi”. Musikverket. http://calmview.musikverk.se/CalmView/Record.aspx?src=CalmView.Performance&id=PERF14122&pos=447. Läst 5 maj 2016.
138. ↑  ”Harvey”. Musikverket. http://calmview.musikverk.se/CalmView/Record.aspx?src=CalmView.Performance&id=PERF14110&pos=454. Läst 5 maj 2016.
139. ↑  ”Dafne”. Musikverket. http://calmview.musikverk.se/CalmView/Record.aspx?src=CalmView.Performance&id=PERF14095&pos=455. Läst 4 maj 2016.
140. ↑  ”Ungkarlsmamman”. Musikverket. http://calmview.musikverk.se/CalmView/Record.aspx?src=CalmView.Performance&id=PERF14166&pos=456. Läst 4 maj 2016.
141. ↑  Manstad, Margit (1987). Och vinden viskade så förtroligt. Stockholm: Läsförlaget AB. sid. 236. Libris 7673797. ISBN 91-7902-067-4
142. ↑  ”I kväll i Samarkand”. Musikverket. http://calmview.musikverk.se/CalmView/Record.aspx?src=CalmView.Performance&id=PERF14105&pos=462. Läst 5 maj 2016.
143. ↑  Ebbe Linde (30 april 1953). ”'Hustruleken' på Vasan”. Dagens Nyheter:  s. 9. http://arkivet.dn.se/arkivet/tidning/1953-04-30/116/9. Läst 12 mars 2016.
144. ↑  ”Dårskapens timme”. Musikverket. http://calmview.musikverk.se/CalmView/Record.aspx?src=CalmView.Performance&id=PERF14094&pos=465. Läst 6 maj 2016.
145. ↑  ”Radioprogrammet”. Dagens Nyheter:  s. 20. 17 juli 1943. http://arkivet.dn.se/arkivet/tidning/1943-07-17/190/20. Läst 30 januari 2016.
146. ↑  ”Radioprogrammet”. Dagens Nyheter:  s. 34. 17 februari 1946. http://arkivet.dn.se/arkivet/tidning/1946-02-17/47/32. Läst 31 januari 2016.
147. ↑  ”Radioprogrammet”. Dagens Nyheter:  s. 23. 23 maj 1947. http://arkivet.dn.se/arkivet/tidning/1948-05-23/136/20. Läst 10 februari 2016.